# المسيحية في توفالو

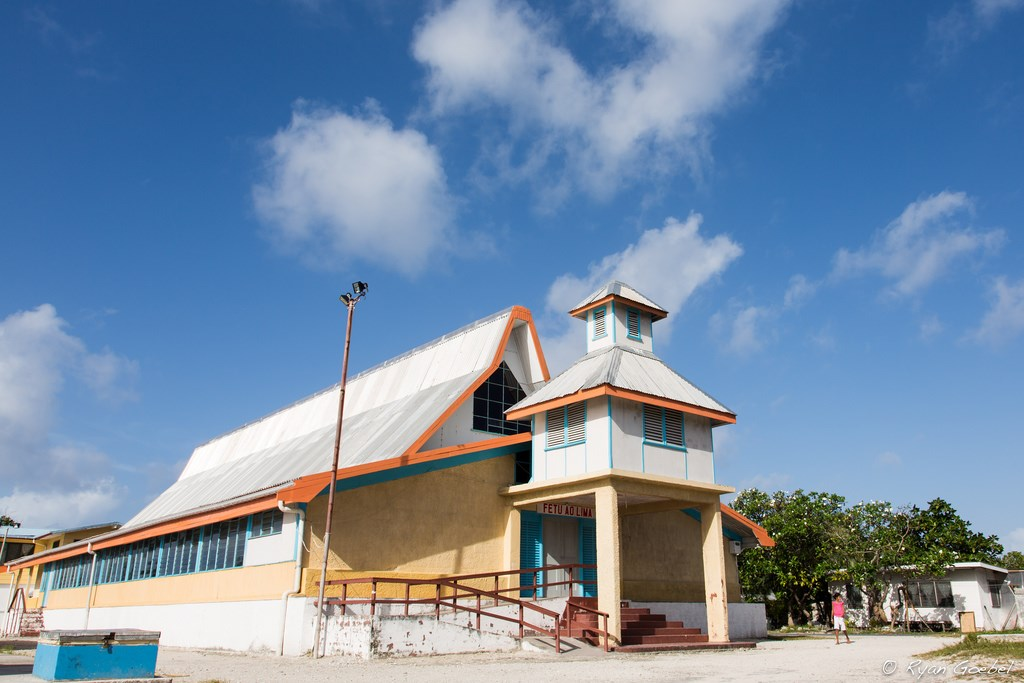
الكنيسة المشيخية في توفالو.

تُشكل المسيحية في توفالو أكثر الديانات إنتشاراً بين السكان، وفقاً لتقديرات مركز بيو للأبحاث عام 2010 حوالي 96.7% من السكان من المسيحيين. ولدى كنيسة توفالو البروتستانتية، والتي ترتبط بعلاقات تاريخية مع التقاليد الأبرشانيَّة والإصلاحيَّة، أكبر عدد من الأتباع. ولجميع المجموعات في الجزر التسعة زعماء تقليديين وهم أعضاء في كنيسة توفالو. وتبلغ نسبة أتباع كنيسة توفالو وهي الكنيسة الوطنية لتوفالو حوالي 91%. هناك تواجد لمجموعات مسيحية أخرى منها السبتيين (3%) وشهود يهوه (2%) والكاثوليك (1%)، إلى جانب أتباع من الكنيسة المعمدانية وكنيسة يسوع المسيح لقديسي الأيام الأخيرة.
تعد كنيسة توفالو، وهي كنيسة البروتستانتية تتبع التقليد الأبرشانيّ الإصلاحيّ، الكنيسة الرسمية لدولة توفالو وتأسست على هذا النحو في عام 1991. يحدد دستور توفالو بأنها «دولة مستقلة على أساس المبادئ المسيحية»، وللكنيسة الأبرشانية «امتياز في أداء الخدمات الخاصة الدينية في المناسبات الوطنية الكبرى».

## تاريخ

### خلفية تاريخية

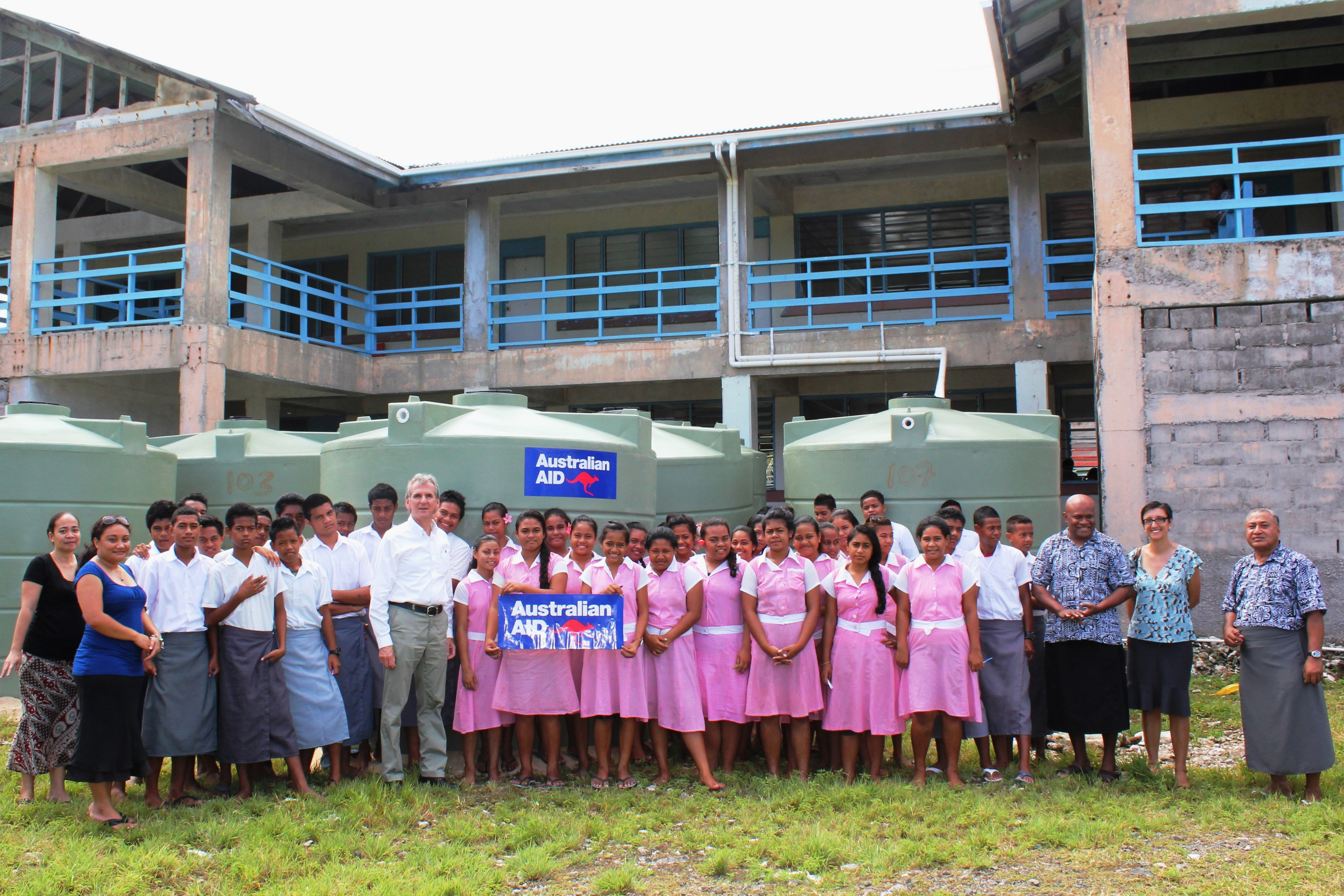
مدرسة فيتوفالو الثانوية في فونافوتي؛ وتُدار من قبل كنيسة توفالو الإصلاحيَّة.

وصلت المسيحية لأول مرة إلى توفالو في عام 1861 عندما أصبح اليكانا، وهو شماس في الكنيسة الأبرشانية في مانيهيكي من جزر كوك عالقاً في عاصفة ثم انحرف لمدة ثمانية أسابيع قبل أن يهبط في نكولايلاي. وبدأ اليكانا بالتبشير بالمسيحية، وكان قد تدرب في السابق في كلية مالوا اللاهوتية، وهي مدرسة تابعة لجمعية لندن التبشيرية في ساموا، قبل أن يبدأ عمله في تأسيس كنيسة توفالو. وفي عام 1865 وصل القس. موراي من جمعية لندن التبشيرية كأول مبشر أوروبي حيث قام بالتبشيّر بين سكان توفالو. وبحلول عام 1878 كانت المسيحية راسخة في المجتمع نتيجة لانتشار الدعاة البروتستانت في كل الجزيرة. وفي نهاية القرن التاسع عشر، كان قساوسة ما أصبح لاحقاً كنيسة توفالو في الغالب من السامويين، والذين أثروا في تطور لغة وموسيقى توفالو. وفي عام 1969 حصلت الكنيسة على استقلالها عن جمعية لندن التبشيريَّة، ومنذ ذلك الوقت أرسلت الكنيسة بعض المرسلين لخدمة المهاجرين من توفالو في فيجي ونيوزيلندا وهاواي وأستراليا وجزر مارشال.

### الوضع الحالي
السمة الثقافيَّة الهامة لأمة توفالو هي مركزية الكنيسة الوطنية، كنيسة توفالو الأبرشانيَّة الإصلاحيًّة، حيث وفقاً لتعداد السكان عام 2012 حوالي 97% من سكان توفالو من أتباع الديانة المسيحية، وحوالي 91% من أتباع كنيسة توفالو الأبرشانية. ويقال إن كنيسة توفالو بريثرن، وهي جماعة بروتستانتية جاذبة جديدة، لديها ما يصل إلى خمسمائة من الأتباع أي 4.6% من السكان، ولكن هذا لا يمكن تأكيده من قبل مصادر مستقلة. ويخدم المجتمع الروماني الكاثوليكي من قبل البعثة سوي يوريس في فونافوتي والتي تأسست في 10 سبتمبر من عام 1982. وينص دستور توفالو على حرية الدين، بما في ذلك حرية الممارسة، وحرية تغيير الدين، والحق في عدم تلقي التعليم الديني في المدرسة أو حضور الاحتفالات الدينية في المدرسة، وتحترم الحكومة بشكل عام هذا الحق في الممارسة. وقد تحدث الإساءات الاجتماعية أو التمييز على أساس المعتقدات أو الممارسات الدينية، لكنها نادرة نسبياً. ويسمح لكل من شهود يهوه، وكنيسة الإخوة، والجماعات الدينية الأخرى في التبشير أو عقد الاجتماعات، وعلى الرغم من وجود تقارير عن التمييز ضد أتباع الجماعات غير التقليدية والأقليات الدينية التي ينظر إليها بعض توفالو على أنها تعمل ضد الهيكل الاجتماعي التقليدي.
ترأس الحاكم السابق لكنيسة توفالو الإصلاحيَّة، القس السير فيليميا تيليتو، الكنيسة حتى وفاته في يوليو من عام 2011. وتنشر الكنيسة حاليًا نشرة باللغة التوفالوية والإنجليزية، وهناك كنيسة واحدة في ضواحي أوكلاند في نيوزيلندا. وتوفي القس كالاهاتي كيلي، رئيس كنيسة توفالو في مجتمع جزيرة فونافوتي، في 10 سبتمبر من عام 2019 في مستشفى الأميرة مارغريت.

## الطوائف المسيحية

### البروتستانتية
وفقًا للتقديرات تُشكل كنيسة توفالو المسيحية الأبرشانية أكثر الديانات إنتشاراً بين السكان، ويشكل أتباعها حوالي 91% من السكان. وترتبط الكنيسة بعلاقات تاريخية مع التقاليد الأبرشانيَّة والإصلاحيَّة. ولجميع المجموعات في الجزر التسعة زعماء تقليديين وهم أعضاء في كنيسة توفالو. تُعد كنيسة توفالو ذات التقليد الأبرشانيّ الإصلاحيّ، الكنيسة الرسمية لدولة توفالو وتأسست على هذا النحو في عام 1991. يحدد دستور توفالو بأنها «دولة مستقلة على أساس المبادئ المسيحية»، وللكنيسة الأبرشانية «امتياز في أداء الخدمات الخاصة الدينية في المناسبات الوطنية الكبرى». في عام 1861 عندما أصبح اليكانا، وهو شماس في الكنيسة الأبرشانية في مانيهيكي من جزر كوك عالقاً في عاصفة ثم انحرف لمدة ثمانية أسابيع قبل أن يهبط في نكولايلاي، وبدأت إليكانا لاحقاً في التبشير بالمسيحية. المسيحيون في توفالو، يختنون ذكورهم في الغالب رغم أن شريعة الختان قد أسقطت في العهد الجديد أي أن مختلف الكنائس لا تلزم أتباعها بها، حيث أنّ الغالبية من مسيحيين توفالو الذكور مختونين لأسباب ثقافية واجتماعية. هناك تواجد في البلاد لمجموعات بروتستانتية أخرى أكبرها الكنيسة السبتيَّة والكنيسة المعمدانية.

### الكاثوليكية
يُخدم المجتمع الروماني الكاثوليكي من قبل البعثة سوي يوريس في فونافوتي والتي تأسست في 10 سبتمبر من عام 1982، والكنيسة الكاثوليكية الوحيدة القائمة في البلاد هي كنيسة تيون وتقع في جزيرة فونافوتي، وعلى الرغم من صغر حجمها الأ أنها الكنيسة الكاثوليكية الرئيسية في البلاد.